# 24-й истребительный авиационный полк
24-й истребительный авиационный полк (24-й иап) — воинская часть Военно-воздушных сил (ВВС) Вооружённых Сил РККА, принимавшая участие в боевых действиях Великой Отечественной войны.

## Наименования полка
За весь период своего существования полк своё наименование не менял:
- 24-й истребительный авиационный полк.

## Создание полка
24-й истребительный авиационный полк сформирован в период с 01 апреля по 1 июля 1938 года в ВВС Московского военного округа. Полк был вооружён самолётами И-16.
| И-15 бис | ЛаГГ-3 | И-16 |

## Расформирование полка
24-й истребительный авиационный полк был расформирован в составе 1-го запасного истребительного авиационного полка 22 сентября 1942 года. Личный состав и техника переданы в другие полки, формируемые в составе 1-го запасного истребительного авиационного полка.

## В действующей армии
В составе действующей армии:
- с 22 июня 1941 года по 5 октября 1941 года
- с 17 марта 1942 года по 16 июня 1942 года

## Командиры полка
- майор Степанов Андрей Михайлович (погиб)[2], 1941 — 14.04.1942 г.

## В составе соединений и объединений
| Период        | Фронт (округ)            | армия                  | корпус                                    | дивизия                                       | примечание                                            |
| ------------- | ------------------------ | ---------------------- | ----------------------------------------- | --------------------------------------------- | ----------------------------------------------------- |
| 01.04.1938 г. | Московский военный округ | ВВС округа             |                                           | 2-я авиационная бригада                       | И-16                                                  |
| 18.04.1941 г. | Московский военный округ | ПВО округа             |                                           | 24-я истребительная авиационная дивизия ПВО   | ЛаГГ-3, И-16                                          |
| 20.06.1941 г. | ПВО ТС                   | Московская зона ПВО    | 6-й истребительный авиационный корпус ПВО |                                               | ЛаГГ-3, И-16                                          |
| 22.06.1941 г. | ПВО ТС                   | Московская зона ПВО    | 6-й истребительный авиационный корпус ПВО |                                               | 63 ЛаГГ-3, 38 И-16 и 96 лётчиков                      |
| 24.07.1941 г. | ПВО ТС                   | Московская зона ПВО    | 6-й истребительный авиационный корпус ПВО |                                               | сформирован 24 «А» истребительный авиаполк            |
| 21.09.1941 г. | ПВО ТС                   | Ленинградская зона ПВО | 7-й истребительный авиационный корпус ПВО |                                               | 12 ЛаГГ-3                                             |
| 27.09.1941 г. | ПВО ТС                   | Ленинградская зона ПВО | 7-й истребительный авиационный корпус ПВО |                                               | передал 12 ЛаГГ-3 и лётный состав в 44-й иап          |
| 06.10.1941 г. | Московский военный округ | ВВС округа             |                                           |                                               | в резерве округа                                      |
| 18.10.1941 г. | Московский военный округ | ВВС округа             |                                           | 14-й запасной истребительный авиационный полк | Рыбинск, доукомплектован личным составом и самолётами |
| 18.10.1941 г. | Северо-Западный фронт    | ВВС фронта             | 2-я ударная авиационная группа РСВГК      |                                               | ЛаГГ-3                                                |
| 21.06.1942 г. | Московский военный округ | ВВС округа             |                                           | 1-й запасной истребительный авиационный полк  | Арзамас                                               |
| 22.09.1942 г. | Московский военный округ | ВВС округа             |                                           | 1-й запасной истребительный авиационный полк  | расформирован                                         |

## Участие в операциях и битвах
- Осуществлял прикрытие города и военных объектов Москвы с воздуха, помимо выполнения задач ПВО вылетал на прикрытие своих войск, штурмовку войск противника, действуя в интересах командования наземных фронтов — с 22 июня 1941 года по 21 сентября 1941 года
- Демянская операция — с 17 марта 1942 года по 20 мая 1942 года

## Первая победа полка
Первая известная воздушная победа полка в Отечественной войне одержана 13 июля 1941 года: звеном ЛаГГ-3 (ведущий старший лейтенант Бондаренко А. В.) в воздушном бою в районе г. Дорогобуж сбит немецкий бомбардировщик До-17.
Это было первое боевое крещение самолёта ЛаГГ-3.

## Отличившиеся воины
- Белкин Александр Никитович, командир звена 24-го истребительного авиационного полка, удостоен звания Герой Советского Союза Указом Президиума Верховного Совета СССР 4 февраля 1944 года будучи заместителем командира эскадрильи — штурманом эскадрильи 164-го истребительного авиационного полка 295-й истребительной авиационной дивизии 9-го смешанного авиационного корпуса. Золотая Звезда № 2696
- Быковский Евгений Власович, лётчик 24-го истребительного авиационного полка, удостоен звания Герой Советского Союза Указом Президиума Верховного Совета СССР 14 мая 1965 года. Посмертно
- Лукьянов Александр Михайлович, лётчик 24-го истребительного авиационного полка, удостоен звания Герой Советского Союза Указом Президиума Верховного Совета СССР 22 июля 1941 года будучи младшим лётчиком 159-го истребительного авиационного полка 2-й смешанной авиационной дивизии. Золотая Звезда № 541

## Статистика боевых действий
Всего за годы Великой Отечественной войны полком:
| Выполнено боевых вылетов | Сбито самолётов в воздухе |
| ------------------------ | ------------------------- |
| 1740                     | 50                        |

Свои потери:
| Потеряно самолётов, всего | Погибло лётчиков всего | Погибло лётчиков в воздушных боях | Не вернулись с боевого задания | Сбиты зенитной артиллерией | Погибло в авиакатастрофах |
| ------------------------- | ---------------------- | --------------------------------- | ------------------------------ | -------------------------- | ------------------------- |
| 32                        | 17                     | 13                                | 12                             | 1                          | 6                         |